# Juntos Somos Fortes Ao Vivo
Junto Somos Fortes é o primeiro DVD da banda Ponto de Equilíbrio gravado no Rio de Janeiro no espaço de eventos Circo Voador. O DVD foi gravado em alta definição de som e imagens em HD. Contou com participações especiais do cantor Marcelo D2 e do baixista Lauro Farias.

## Faixas
1. Introdução
2. Odisseia na Babilônia
3. Hipócritas
4. Velho Amigo
5. Novo dia
6. Árvore do reggae
7. Jah Jah me leve
8. Verdadeiro valor
9. Movimento Africano (África II)
10. O que eu vejo
11. Janela da favela
12. Malandragem às avessas (A resposta do poeta) (feat Marcelo D2)
13. Só quero o que é meu
14. Estar com você (lançamento)
15. Santa Kaya
16. Inimigo
17. Soul Rebel (feat Lauro Farias)
18. Aonde vai chegar?
19. Vila Isabel